# Machhegaun
Machhegaun es un pueblo ubicado en el distrito de Katmandú, provincia de Bagmati, Nepal.

## Superficie
Cuenta con una superficie de 4,662 kilómetros cuadrados.

## Demografía
Datos hasta 2015
- Población: 6145 habitantes.[1]
- Densidad de población: 1,318 habitantes por kilómetro cuadrado.[1]
- Población masculina: 3108 (50,6%).[1]
- Población femenina: 3037 (49,4%).[1]